# Loughgall
Loughgall är en ort i Storbritannien.   Den ligger i distriktet Armagh City, Banbridge and Craigavon och riksdelen Nordirland, i den västra delen av landet, 500 km nordväst om huvudstaden London. Loughgall ligger 26 meter över havet och antalet invånare är 282.
Terrängen runt Loughgall är platt, och sluttar norrut. Runt Loughgall är det ganska tätbefolkat, med 155 invånare per kvadratkilometer. Närmaste större samhälle är Craigavon, 14,4 km öster om Loughgall. Trakten runt Loughgall består i huvudsak av gräsmarker.